# Michelin Air Services
Michelin Air Services est une compagnie aérienne française basée à Clermont-Ferrand, filiale du Groupe Michelin et dont l'activité principale est le transport aérien des personnels Michelin sur les sites industriels en Europe.

## Histoire
Apparue dans les années 60 pour transporter les personnels Michelin entre le siège mondial du groupe de Clermont-Ferrand et les sites industriels en Europe (France, Italie, Royaume-Uni, Allemagne, Espagne, Hongrie, Pologne, Roumanie, Serbie), à bord de ses propres avions, la compagnie Michelin Air Services est juridiquement créée le 12 décembre 1997 date de son  inscription au registre du commerce et des sociétés de Clermont-Ferrand (Puy-de-Dôme). Elle a obtenu sa licence d'exploitation en novembre 1998.

## Activités
Les départs et les arrivées des personnels Michelin se font du terminal Affaires de l'aéroport de Clermont-Ferrand-Auvergne.

## Statistiques
La compagnie a transporté plus de 11 000 passagers en 2018 dont 10 900 vers l'international.
- 1998 :      162 passagers.
- 1999 :   2 588 passagers.
- 2000 :   2 603 passagers.
- 2005 :   2 630 passagers.
- 2013 :   7 341 passagers.
- 2014 :   8 221 passagers.
- 2015 : 10 469 passagers.
- 2016 :   8 182 passagers.
- 2017 :   9 755 passagers.
- 2018 : 11 241 passagers.
- 2019 : 10 891 passagers.

(Source Ministère de la Transition écologique et solidaire - Bulletins statistiques annuels du trafic aérien commercial 1997-2017 , 2018 et 2019)

## Flotte
En 2023, la flotte de la compagnie MAS est composée de 3 appareils 
- Falcon 2000LX  immatriculé F-HLPM,
- Falcon 2000LX immatriculé F-HLPN,
- Falcon 2000S immatriculé F-HLRX,

Les avions sont aux couleurs de MICHELIN à savoir le jaune et bleu.
D'anciens Dassault Falcon sont passés dans la flotte comme le F-HIJJ, F-HCDD ou F-GOPM.

Avions de Michelin Air Services
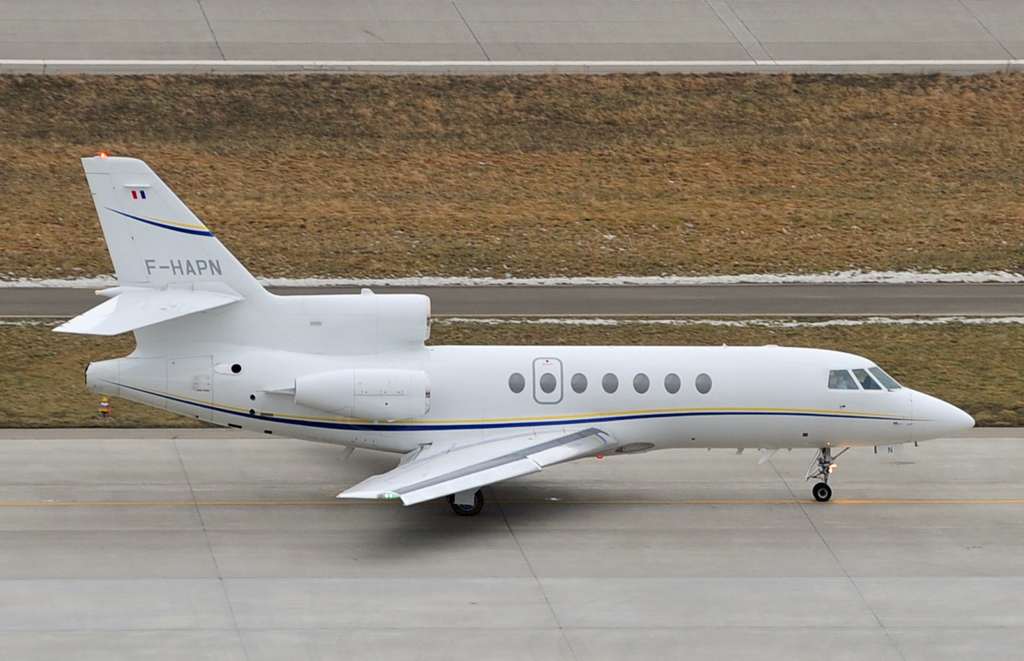
Falcon F-HAPN en 2011 à Zurich.
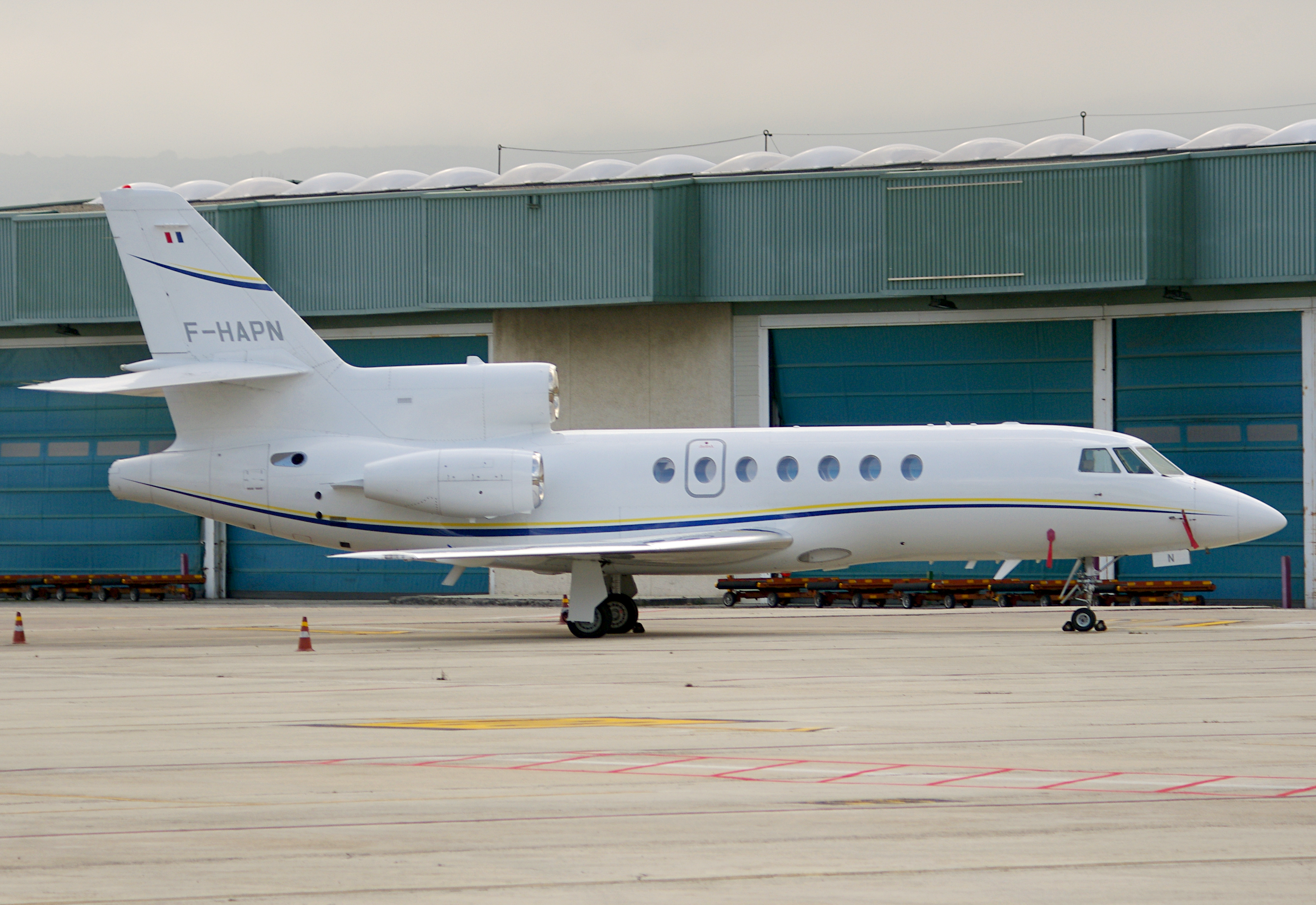
Falcon F-HAPN en 2016 à Vitoria.
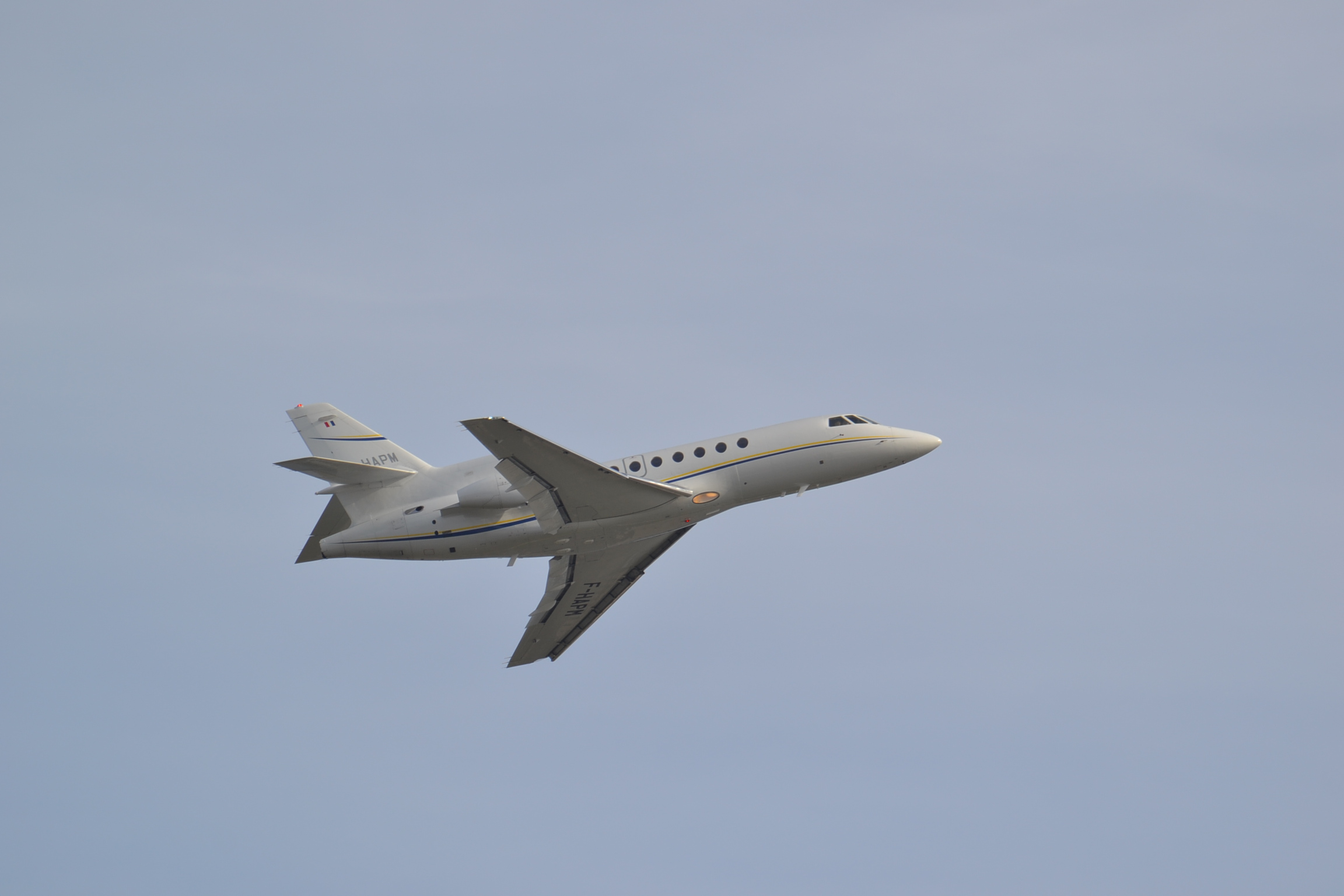
Falcon F-HAPM en 2013 à Birmingham.
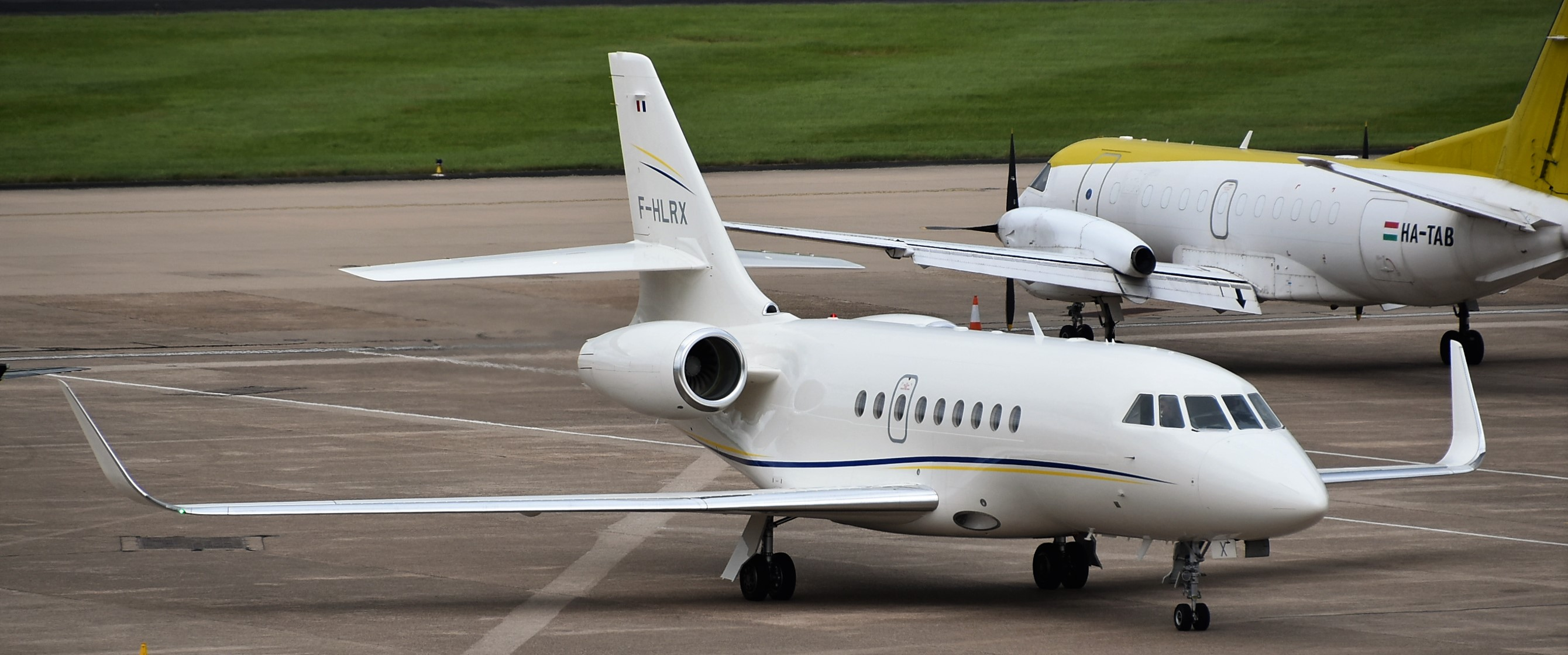
Falcon F-HLRX en 2017 à Birmingham.
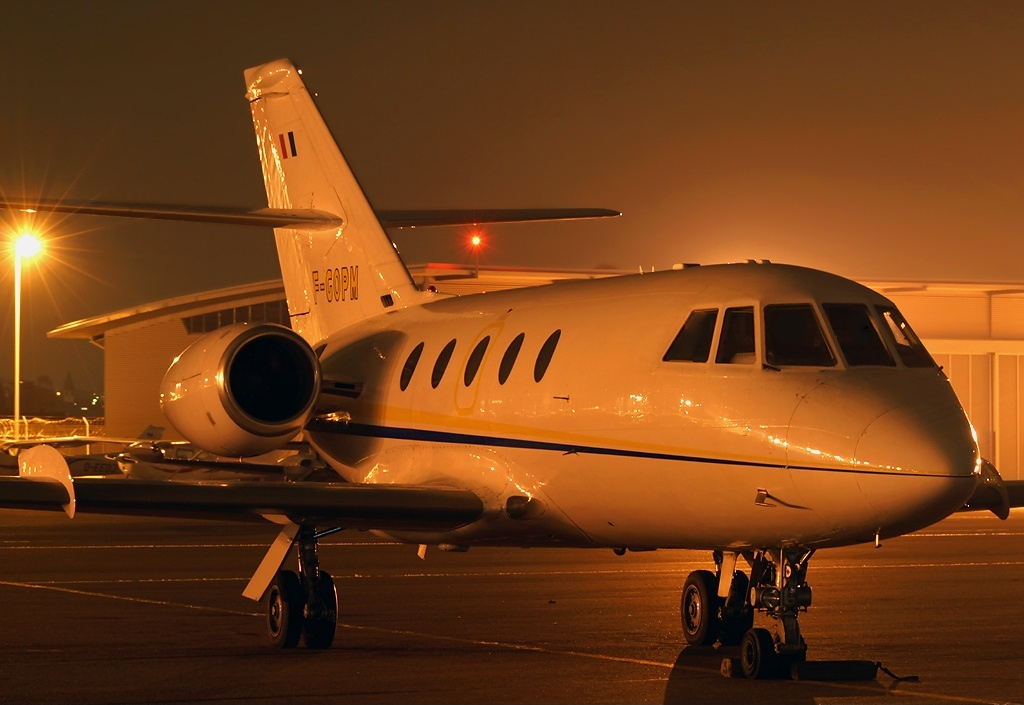
Ancien Mystère Falcon 20 F-GOPM en 2004 à Stuttgart.